# Полицијски час
Полицијски час или полицијски сат се односи на време у коме се од грађана захтева да остану у својим домовима. Уводи се као мера забране кретања грађанима после одређеног времена. Некад се то односи на сате у току дана, а некад на забрану кретања након 20 односно 22, па до раних јутарњих часова.
По правилу се проглашава као део сета мера ванредног стања и реч је о мери која се предузима углавном када је ратно стање, када су поплаве или да се спречи пљачкање домова, такође је мера и којом државе стају на пут демонстрацијама, побунама и грађанским немирима.
Уколико се особа нађе на улици у току полицијског часа, прети јој казна због кршења наредбе.

## Историјски
Полицијски час се користио још од средњег века за ограничавање устанака међу подређеним групама, укључујући Англосаксонце под Вилијамом Освајачом. Пре Грађанског рата у САД, већина јужних држава увела је полицијски час за поробљене народе.
Савремени полицијски час се првенствено фокусира на младе, као и током периода рата и других криза. У Сједињеним Државама, прогресивни реформатори залагали су се за увођење полицијског часа за младе, успешно обезбедивши забрану ноћног присуства деце на улицама у градовима као што су Луисвил, Кентаки и Линколн, Небраска. Општи полицијски час је такође уведен након криза као што је пожар у Чикагу 1871. године.
Ратни полицијски час је такође примењиван током Првог и Другог светског рата. Званични полицијски час који је увео британски одбор за трговину, наложио је продавницама и забавним установама да угасе светла до 22:30. за уштеду горива током Првог светског рата.

## По земљи

### Аустралија
Дана 17. августа 2011. уведен је ноћни полицијски час за децу која су дивљала на улицама Викторије након понављања омладинских преступа.
Дана 2. августа 2020, након пораста случајева COVID-19 у Викторији, посебно у Мелбурну, премијер Викторије Данијел Ендруз прогласио је стање катастрофе у целој држави и увео затварање фазе 4 у метрополитанском Мелбурну. Нове мере укључивале су ноћни полицијски час, који је примењиван широм Мелбурна од 20:00 до 05:00 (AEST). Ограничења су ступила на снагу у 18:00 (18:00) и трајала су до 28. септембра 2020. (5:00).
Дана 16. августа 2021. године, након пораста случајева COVID-19 и смањења поштовања ограничења у Викторији, посебно у Мелбурну, премијер Викторије Данијел Ендруз поново је увео полицијски час у Мелбурну, овог пута од 21:00 до 05:00 (AEST) на снази од поноћи 17. августа 2021. до најмање 2. септембра 2021. године.
Дана 20. августа 2021. године, док су случајеви COVID-19 наставили да расту у Новом Јужном Велсу, премијерка Новог Јужног Велса Гледис Берејиклијан увела је полицијски час у областима локалне управе Бејсајд, Блектаун, Бервуд, Кембелтаун, Кантербери-Банкстаун, Камберланд, Ферфилд, Џорџ Ривер, Ливерпул, Парамата, Стратфилд и деловима Пенрита, од 21:00 до 5:00 ујутру (AEST) почевши од 23. августа.

### Белгија
Дана 17. октобра 2020, због пораста случајева COVID-19 и смртних случајева у Белгији, премијер Александер де Кро најавио је полицијски час у целој земљи од поноћи до 05:00 по локалном времену. Полицијски час је уведен 19. октобра 2020. и требало је да траје четири недеље. Влада је такође најавила затварање кафића, барова и ресторана на месец дана и забрањена је продаја алкохола после 20:00 по локалном времену.

### Канада
Дана 6. јануара 2021, због пораста случајева COVID-19 и смртних случајева у провинцији Квебек, премијер Квебека Франсоа Лего наредио је полицијски час. Полицијски час је прилагођен за различите области покрајине у зависности од броја случајева, између осталих критеријума. Насељеније области, као што су урбане области Монтреала и Квебек Ситија, квалификоване су као „црвене зоне” и стављене су под полицијски час од 20 до 5 сати ујутро, док су мање урбане области биле или „наранџасте зоне” са полицијским часом од 9:30 поподне до 5 ујутро. Очекивало се да ће овај полицијски час бити на снази од 9. јануара до 8. фебруара 2021. „Жуте зоне“ нису имале полицијски час. Међутим, полицијски час није престао у фебруару. Завршио се 28. маја 2021. године. Дана 30. децембра 2021, Квебек је поново увео ноћни полицијски час овог пута почевши од 22:00 до 5:00 ујутру. Након поновног увођења полицијског часа, изашле су студије које изражавају сумњу у његову ефикасност у смањењу преношења COVID-19.

### Египат
Дана 28. јануара 2011. године, током Египатске револуције и након колапса полицијског система, председник Хосни Мубарак је прогласио полицијски час у целој земљи. Међутим, демонстранти су то игнорисали и наставили су своју акцију седења на тргу Тахрир. Забринути становници формирали су групе бранилаца у локалним суседствима како би бранили своје заједнице од пљачкаша и недавно одбеглих затвореника.
На другу годишњицу револуције, у јануару 2013, талас демонстрација захватио је земљу против председника Мохамеда Морсија који је прогласио полицијски час у Порт Саиду, Исмаилији и Суецу, три града у којима је дошло до смртоносних уличних сукоба. Упркос томе, мештани су изашли на улице током полицијског часа, организујући фудбалске турнире и уличне фестивале, онемогућавајући полицијским и војним снагама да спроводе полицијски час.

### Фиџи
Премијер Франк Бајнимарама је 27. марта 2020. најавио полицијски час широм земље од 22 сата. до 5 часова ујутру, што је ступило на снагу 30. марта. Времена су у неколико наврата коригована унапред и уназад, али према подацима од јануара 2022. овај полицијски час је и даље на снази. Влада Фиџија тврди да ће овај полицијски час остати на снази у догледној будућности.

### Француска
Дана 14. октобра 2020, након пораста случајева COVID-19 и смртних случајева у Француској који су претили да преплаве болнице, француски председник Емануел Макрон је по други пут прогласио ванредно стање у јавном здрављу и увео ноћни полицијски час на Ил де Франс региону која обухвата Париз, као и Гренобл, Лил, Лион, Марсеј, Монпеље, Руан, Сент Етјен и Тулуз. Полицијски час је важио од 21:00 до 06:00 по локалном времену (CEST) (20:00 до 05:00 CET) и примењиван је од 17. октобра 2020. године у трајању од четири недеље.
Према правилима, људи у тим градовима могли су да напусте своје домове само из суштинских разлога, а свако ко прекрши полицијски час суочавао се са казном од 135 евра (158,64 долара) за први прекршај. Други прекршај би донео далеко већу казну од 1.500 евра, или око 1.762 долара. Дана 23. октобра, полицијски час је проширен на 38 департмана и Француску Полинезију. Укупно, 54 департмана и један прекоморски колектив су погођени новим ограничењима, који обухватају 46 милиона људи, или две трећине француског становништва.